# Leucoedemia ingens
Leucoedemia ingens – gatunek motyli z podrzędu Glossata i rodziny czuprzykowatych. Jedyny z monotypowego rodzaju Leucoedemia. Występuje w Południowej Afryce. Pojawia się jedno pokolenie w ciągu roku. Larwy żerują wewnątrz galasów na Ozoroa paniculosa z rodziny nanerczowatych. Zimują w stanie diapauzy wewnątrz galasa.

## Taksonomia i ewolucja
Gatunek ten opisany został po raz pierwszy w 1984 roku przez Malcolma J. Scoble’a i Clarke’a H. Scholtza na podstawie okazów odłowionych w latach 1981–82. Jako miejsce typowe wskazano Saartjiesnek w okolicach Brits w Południowej Afryce. Autorzy umieścili gatunek w nowym podrodzaju Bucculatrix (Leucoedemia), zaznaczając, że różnice z Bucculatrix s.str. mogą być uznane za wystarczające do wyniesienia go do rangi rodzaju. Owego wyniesienia dokonali w 1986 roku Lajos Vári i Douglas M. Kroon.
Początkowo uznawano, że L. ingens stanowi takson siostrzany dla rodzaju czuprzyk (Bucculatrix), a Leucoedemia i Bucculatrix były jedynymi rodzajami czuprzykowatych. W 1991 roku Ebbe Schmidt Nielsen i Ian Francis Bell Common jako pierwsi umieścili w czuprzykowatych rodzaj Ogmograptis. W 2008 analizy filogenetycznej czuprzykowatych dokonała Swietłana Barysznikowa, jednak nie uwzględniła w niej rodzaju Ogmograptis; wyniki wskazały na siostrzaną relację Bucculatrix i Leucoedemia. Przełomowe dla taksonomii czuprzykowatych okazały się analizy molekularne opublikowane w 2010 roku przez Marko Mutanena i innych oraz w 2012 roku przez Marianne Horak i innych. Kazały one do rodziny włączyć czwarty rodzaj, australijską Tritymba. Według Horak i innych grupą siostrzaną dla Leucoedemia musi być właśnie rodzaj Tritymba, gdyż taksony te współdzielą unikalną synapomorfię w postaci frędzla szczecinek na krawędzi wierzchołkowej gnatosa. Wskazywałoby to na gondwańskie pochodzenie tych taksonów.

## Morfologia

### Owad dorosły
Motyl ten osiąga około 14 mm rozpiętości skrzydeł. Głowa ma nagie oczy złożone, szczątkowe głaszczki szczękowe, dobrze wykształcone i trójczłonowe głaszczki wargowe, nagie i krótkie haustellum oraz pozbawiona jest przyoczek. Pokrycie głowy tworzą blaszkowate łuski białej barwy, które są przylegające również na ciemieniu, co odróżnia gatunek od pokrewnego rodzaju czuprzyk. Od rodzaju tego Leucoedemia wyróżnia się również krótkim, nie schodzącym poniżej poziomu oczu czołem. Czułki zbliżają się długością do przedniego skrzydła, nie osiągając jej jednak. Jak u innych czuprzykowatych nasadowe człony czułków są spłaszczone i mają wystające ku przodowi, szerokie i gęsto rozmieszczone łuski, formujące daszek częściowo nakrywający oczy (ang. eye-cap). U obu płci pierwszy człon biczyka pozbawiony jest wcięcia.
Wierzch tułowia jest biały. Przednie skrzydło jest lancetowate z ogonkowato wydłużonym wierzchołkiem. Tło ma białe, ale w  wierzchołkowej ⅓ znajduje się wzór obejmujący pomarańczową przepaskę poprzeczną, dymnobrązowe paski i czarne kropki. Strzępina jest biała. Tylne skrzydło jest wąskolancetowate i szaro ubarwione. Wędzidełko u samców składa się z jednej, a u samic z dwóch kolcowatych szczecin. Odnóża są białe, w przypadku pierwszej i drugiej pary z szarymi częściami zewnętrznymi. Te przedniej pary mają golenie z epifizami i pozbawione ostróg. Golenie pary środkowej mają dwie, a tylnej cztery ostrogi.
Odwłok samicy charakteryzuje się niezmodyfikowanymi sternitami, niezaostrzonym pokładełkiem i dobrze zesklerotyzowanymi gonapofizami. Torebka kopulacyjna ma wydatny wyrostek i błoniasty przewód, formujący poniżej jej ujścia zesklerotyzowany lejek. L. ingens jako jedyny przedstawiciel rodziny ma w korpusie torebki kopulacyjnej znamię. Jest ono wykształcone w formie ząbkowanej płytki pokrytej drobnymi kolcami.
Genitalia samca mają szeroką walwę z wolnym płatem brzusznym wyposażonym w rączkowate szczecinki, które mogą być homologami sakulusa. Wydatny, dobrze rozwinięty unkus ma kształt litery „V”. Szeroki gnatos ma frędzel ze skierowanych dogrzbietowo szczecinek na krawędzi wierzchołkowej, który jest apomorfią dzieloną z rodzajem Tritymba. Wyrostków towarzyszących brak lub są one bardzo słabo wykształcone. Poza tym genitalia samca cechują: szeroki tegmen ze spiczastym wierzchołkiem, winkulum w formie wąskiego pierścienia, krótki sakus, smukły edeagus i dobrze rozwinięta juksta w postaci pary rogów połączonych z anellusem.

### Stadia rozwojowe
Gatunek ten przechodzi nadprzeobrażenie jak inne czuprzykowate. Przedostatnie stadium larwalne jest jeszcze całkowicie beznogie. Stadium ostatnie ma trzy pary odnóży tułowiowych, pary odnóży odwłokowych (posuwek) na segmentach odwłoka od trzeciego do szóstego oraz drobną parę posuwek na segmencie dziesiątym. Tarcza przedtułowia pozbawiona jest przekłucia, co odróżnia larwę od tej u rodzaju Ogmograptis. Od rodzaju czuprzyk larwa odróżnia się obecnością szkieletu wewnętrznego w ostatnim segmencie odwłoka. Płytka analna ma osiem szczecinek.
Poczwarka ma przód głowy wyciągnięty w dziobiasty wyrostek oraz wolne odnóża. Skrzydła sięgają u niej do czubka odwłoka. Segmenty odwłoka od drugiego do siódmego mają po stronie grzbietowej po dwie łatki ząbków lub drobnych kolców.

## Ekologia i występowanie

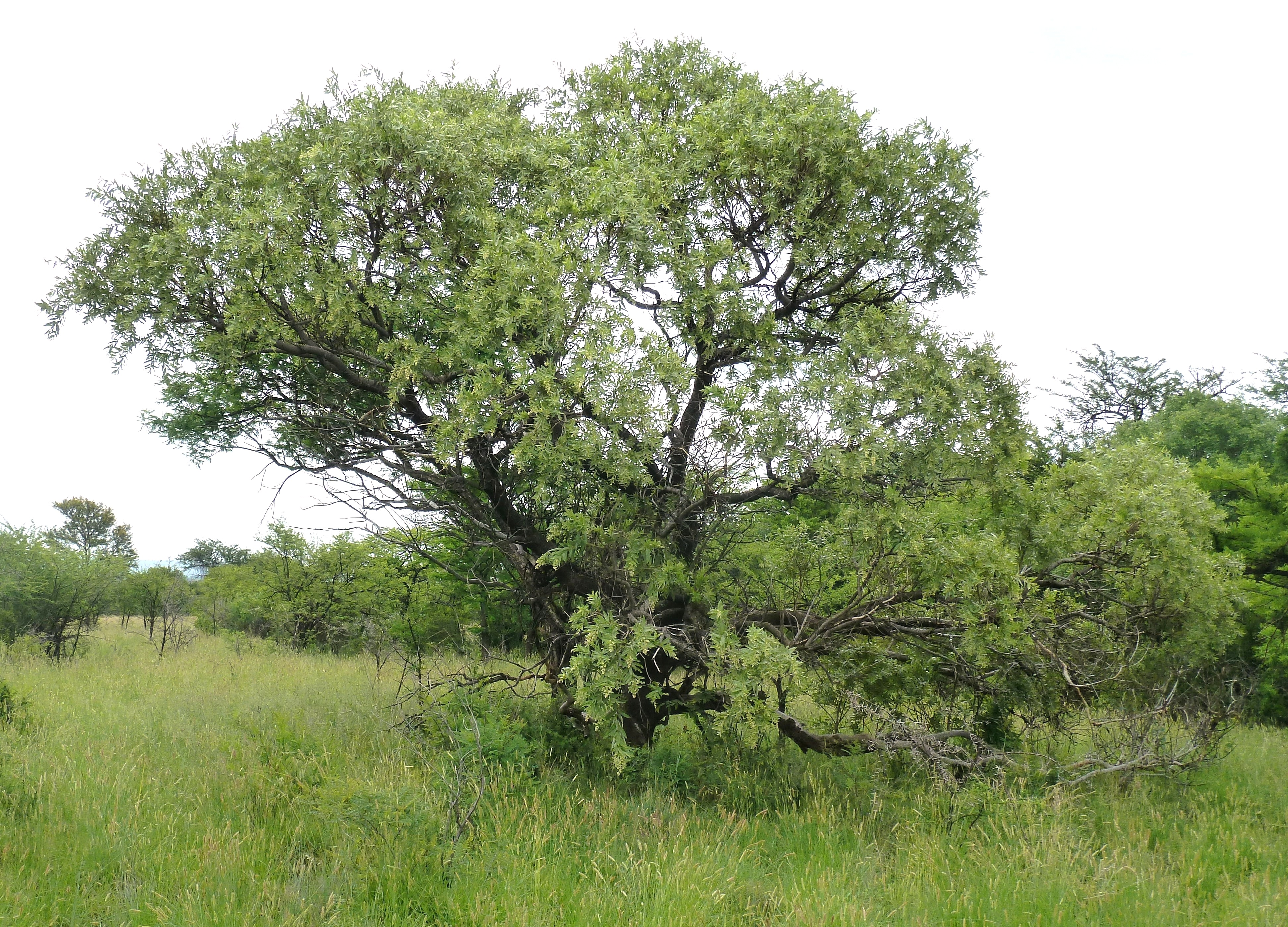
Ozoroa paniculosa, jedyna roślina pokarmowa gatunku

Motyl ten ma jedno pokolenie w ciągu roku. Larwy są endofitofagami, żerującymi na drzewach Ozoroa paniculosa z rodziny nanerczowatych. Indukują one powstawanie jednokomorowych galasów, które ostateczny rozmiar osiągają w styczniu lub lutym. Larwa żeruje w galasie poczynając od części najbardziej wewnętrznej i kierując się na zewnątrz. Odchody larwy gromadzone są więc w środkowej części galasa. Larwa od lipca do połowy października pozostaje w diapauzie. Pod koniec października larwa opuszcza galas i konstruuje na roślinie żywicielskiej oprzęd o żebrowanej powierzchni, wewnątrz którego następuje przepoczwarczenie. Stadium poczwarki trwa około 10 dni.
Gatunek ten znany jest wyłącznie z Południowej Afryki w krainie etiopskiej. Jego roślina żywicielska występuje także w Mozambiku, Zimbabwe, Namibii i Angoli, w związku z czym może on być rozprzestrzeniony szerzej.